# Pete Rozelle
Pete Rozelle, né le 1er mars 1926 à South Gate, en Californie et mort le 6 décembre 1996 à Rancho Santa Fe en Californie, est un dirigeant de football américain.
Commissionnaire de la National Football League de 1960 jusqu'en 1989, Rozelle est intronisé au Pro Football Hall of Fame en 1985.